# Kościół św. Piotra i Pawła w Starym Mieście
Kościół św. Piotra i Pawła w Starym Mieście – rzymskokatolicki kościół filialny zlokalizowany w centrum wsi Stare Miasto (powiat sztumski, województwo pomorskie). Do rejestru zabytków wpisany został w 1994 pod numerem 456. Należy do parafii Trójcy Przenajświętszej w Dzierzgoniu.

## Historia

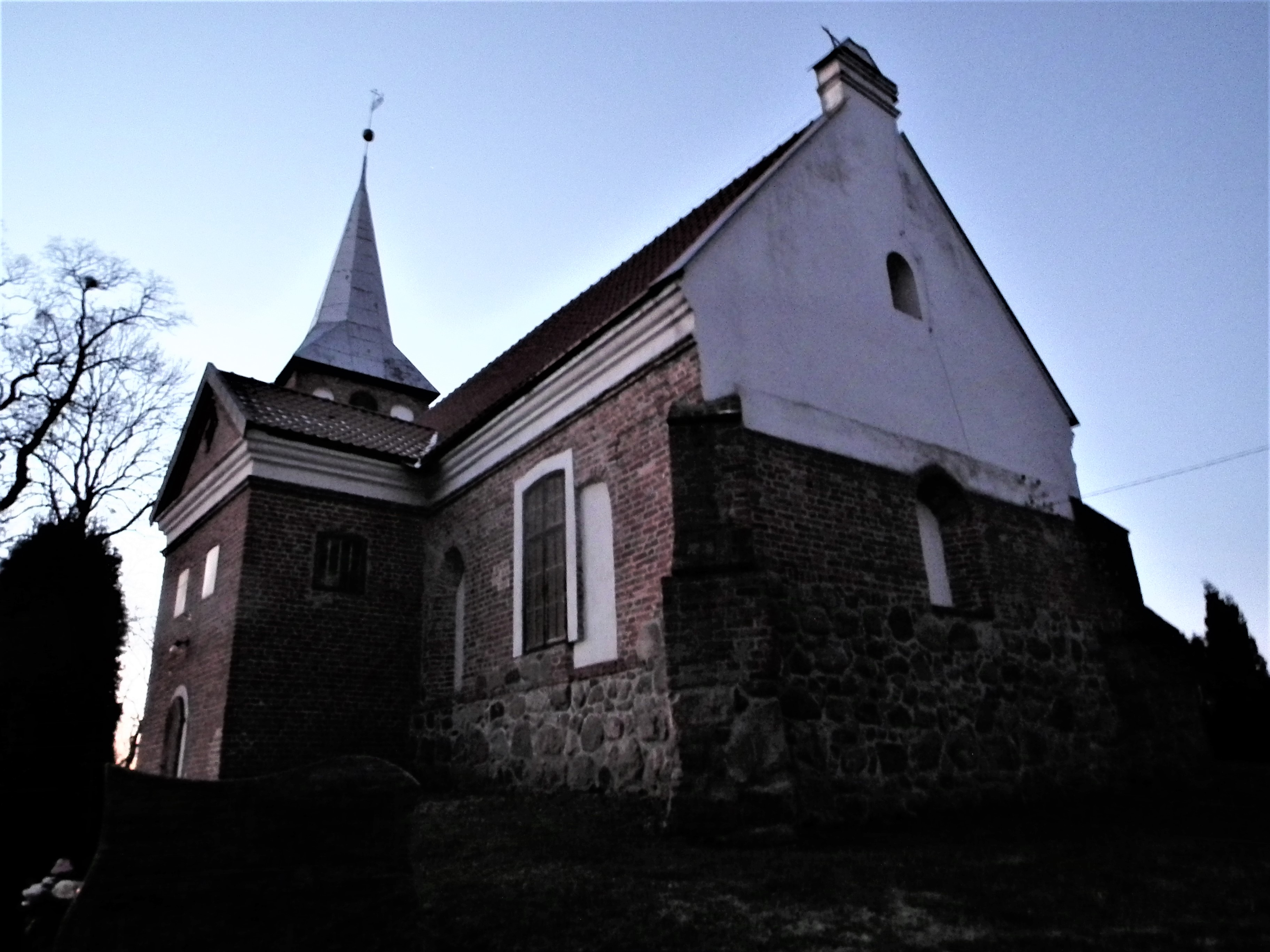
Widok od strony prezbiterium

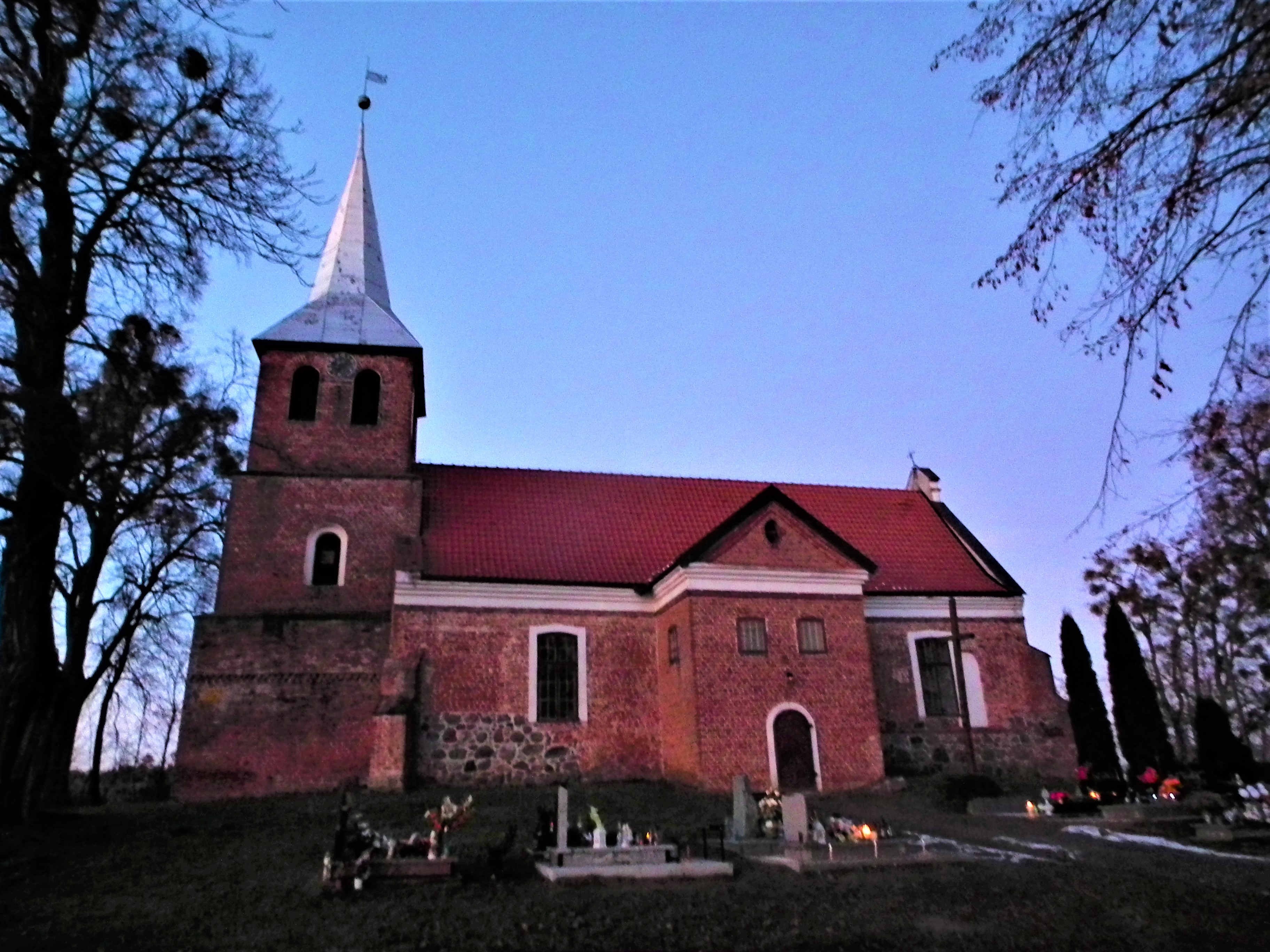
Elewacja boczna

Datę budowy kościoła wiązać można z 1312, kiedy to Günter von Arnstein nadał osadzie przywilej lokacyjny (wcześniej, zapewne w 1249, wystawiono we wsi kościół drewniany). Był to kościół katolicki (krzyżacki), wzniesiony z kamienia polnego i cegły, z drewniana wieżą. Po reformacji obiekt przejęli protestanci (luteranie). W pierwszej połowie XVI wieku istniał tu na pewno urząd proboszcza, ale później miejscowość przynależała już do parafii w Starym Dzierzgoniu, a kościół popadał w ruinę. W 1624 Fabian Czema (starosta sztumski) przekazał drewno na odbudowę świątyni, a także szkoły oraz plebanii. Po 1663 Johann Ernst von Wallenrodt, ochmistrz Prus Książęcych, który stał się właścicielem lokalnych dóbr, zwrócił się do elektora z prośbą o udzielenie mu patronatu nad kościołem, a w zamian zobowiązał się do jego renowacji. W latach 1682–1688 dokonał on faktycznej odbudowy świątyni od podstaw (z pierwotnego stanu zachowała się ściana północna do wysokości dachu, a ściany wschodnia i południowa – do wysokości okien). Być może część członków rodu von Wallenrodtów została tu pochowana, ale nie ma na to jednoznacznych dowodów (w kościele nigdy nie prowadzono badań archeologicznych, jednak znajdują się tu płyty pamiątkowe, które mogły mieć charakter nagrobny). Podczas odbudowy poddano renowacji kruchtę wejściową, wraz z lożą oraz dodano wieżę zachodnią, która zastąpiła wcześniejszą, drewnianą. W latach 1696–1697 założono strop drewniany, który został ozdobiony przez malarza Gottfrieda Haarhausena. Podczas renowacji wallenrodtowskiej dodano stalle, ławy dla wiernych, dekorację chóru muzycznego i loży kolatorskiej. Haarhausen pozostawił po sobie monogram GHH i datę 1696.
W latach 1690–1696 powstały konfesjonał i ołtarz, które wytworzono w warsztacie Johanna Christoha Döbla. W 1696 pomalowano ołtarz i kazalnicę. Nowa wieża pomieściła w 1785 dzwon ważący 150 kg. Został on odrestaurowany przez Dietricha Herbsta z Elbląga. Drugi dzwon o wadze 260 kg ufundował w 1887 burgrabia Richard Friedrich von Dohna (oba są zachowane do dziś). Po 1736 dobudowano trzecią emporę dla rozrastającego się rodu von Dohna (kolejnych właścicieli tutejszego majątku). W 1754 połączono w jedno ołtarz i ambonę (stolarze Hildebrandt i Hanff z Dzierzgonia) – w 1946 wyjęto kosz z ołtarza i oddzielono baldachim. W latach 1905–1939 przeprowadzano stopniową inwentaryzację obiektu. W 1796 organy ufundowała szlachecka rodzina Dohna–Slobbiten.
Po zakończeniu II wojny światowej świątynia pozostawała w rękach protestanckich i była w dobrym stanie. W 1954 Tadeusz Chrzanowski, Jan Samek i Marian Kornecki przeprowadzili inwentaryzację kościoła i sporządzili katalog jego zabytków. W latach 80. XX wieku przeszedł on w ręce katolików. 30 grudnia 1981 nabyła go za 2,5 miliona złotych parafia Trójcy Przenajświętszej w Dzierzgoniu. W 1994 przeprowadzono wizję lokalną, po której zapisano, że kościół popadł w latach powojennych w zaniedbanie, a sprzęty zostały częściowo zniszczone: brak figury św. Pawła i dziesięciu innych figur w ołtarzu głównym, konfesjonał zdewastowany, organy pozbawione werku i piszczałek. Powstały nieuniknione też w tych przypadkach uszkodzenia i wykruszenia polichromii stropu. W trakcie remontu i restauracji do kościoła powróciły figury zdeponowane w Muzeum Warmii i Mazur w Olsztynie. W 2009 odnowiono organy.

## Legenda
Według niepotwierdzonych w źródłach informacji w kościele miał się znajdować w przeszłości obraz autorstwa Rembrandta.